# 黄沙駅
黄沙駅（こうさえき、中文表記: 黄沙站、英文表記: Huangsha Station）は、中華人民共和国広東省広州市茘湾区に位置する広州地下鉄1号線と6号線の駅。

## 利用可能な鉄道路線
広州地下鉄
■1号線
■6号線

## 駅構造
島式ホーム2面4線を有する地下駅。1号線にホームドアは設置されているが、後から設置されたものである。
| 地下1階 | コンコース ■1号線          | 改札口、自動券売機、サービスセンター、駅商店、駅警備室、セキュリティ         |  |
|         | 連絡通路                   | 1号線と6号線を連絡                                                           |  |
|         | コンコース ■6号線          | 改札口、自動券売機、サービスセンター、駅商店、トイレ、駅警備室、セキュリティ |  |
| 地下2階 | 2番線                      | 1号線 芳村へ（西塱方面）                                                     |  |
|         | 島式ホーム、左側の扉が開く |                                                                              |  |
|         | 1番線                      | 1号線 長寿路へ（広州東駅方面）                                               |  |
|         | 連絡通路                   | コンコースと6号線ホームを連絡                                                |  |
|         | 設備フロア                 | 駅設備                                                                       |  |
| 地下3階 | 連絡通路                   | コンコースと6号線ホームを連絡                                                |  |
|         | 設備フロア                 | 駅設備                                                                       |  |
| 地下4階 | 3番線                      | 6号線 如意坊へ（潯峰崗方面）                                                 |  |
|         | 島式ホーム、左側の扉が開く |                                                                              |  |
|         | 4番線                      | 6号線 文化公園へ（香雪方面）                                                 |  |

## 駅周辺
- 広州市中医院
- 黄沙碼頭
- 旧広州南駅
- 白天鵝賓館
- 広州中医薬一廠
- 沙面公園
- 清平中薬材専業批発市場
- 黄沙水産品交易市場
- 広州市第一中学初中部
- 誼園文具批発市場
- 珠江
- 広州酒家:広州三大レストランの一つ
- 沙面島
- 詹天佑誕生故居

### 路線バス
- 6 黄沙－天河北公交枢纽
- 176 黄沙－同徳囲(陽光花園)
- 209 広州東駅－黄沙碼頭
- 219 黄沙－南方医院
- 297 黄沙—楽意居花園
- 夜5 黄沙—天平架

## 沿革
- 1997年6月28日 - 1号線の駅として開業。当初は同線の始発駅であった[1]。
- 1999年6月28日 - 1号線が広州東駅-当駅間で延伸開業したことにより、途中駅となる。
- 2013年12月28日 - 6号線の開業により、乗り換え駅となる[2]。

## 隣の駅
広州地下鉄
■1号線
芳村駅 104 - 黄沙駅 105 - 長寿路駅 106
■6号線
如意坊駅 606 - 黄沙駅 607 - 文化公園駅 608